# Облога Кам'янця (1236)
Облога Кам'янця — припинення Данило Романовичем спроби галицьких бояр розвинути наступ на Волинь після того, як у Галичі закріпився Михайло Всеволодович (1235).

## Історія
Після розгрому під Торческом Данилові довелося поступитися Галичем Михайлу, але вже взимку 1235/1236 Василько Романович із поляками здійснив набіг на Галицьку землю.
У 1236 році галицькі бояри з болохівцями обложили Кам'янець, взяли багато полонених у його околицях. Співвідношення сил різко змінилося із прибуттям чорних клобуків від Володимира Рюриковича, який повернувся до Києва після полону. Галичани були розбиті, болохівські князі були взяті в полон.
Після цього Михайло та Ізяслав розпочали організацію великого походу на Волинь, що закінчився розоренням Галицької землі їхніми союзниками половцями та розгромом їхнього союзника Конрада Мазовецького Васильком Романовичем під Червном.